# Święta Barbara (obraz Francisca Goi)

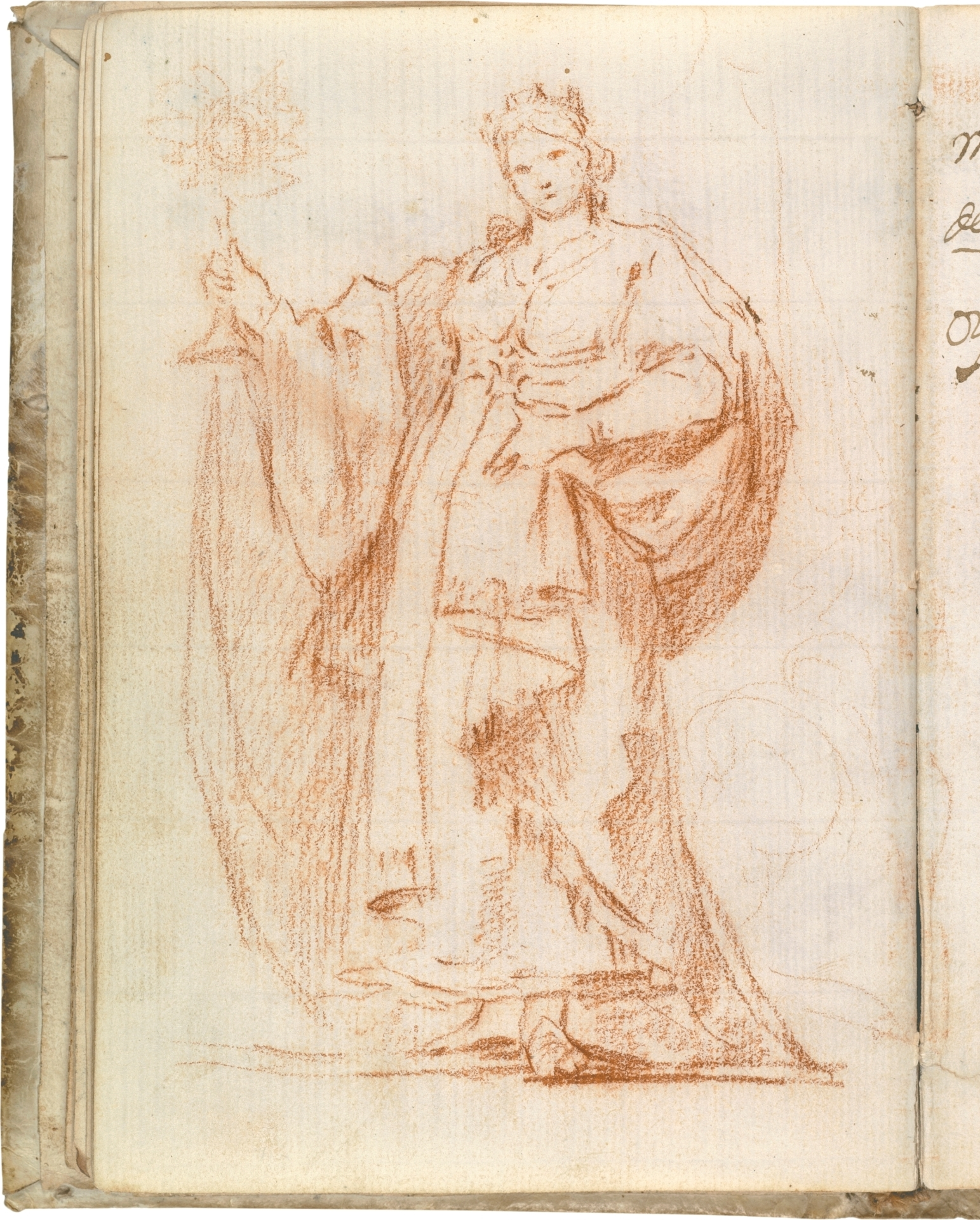
Rysunek przygotowawczy sangwiną z włoskiego szkicownika Goi

Święta Barbara (hiszp. Santa Bárbara) – obraz olejny hiszpańskiego malarza Francisca Goi znajdujący się w kolekcji Prado w Madrycie.

## Okoliczności powstania
W latach 1770–1771 Goya przebywał we Włoszech, gdzie doskonalił swoje umiejętności malarskie. Był wtedy młodym i jeszcze nieznanym artystą szukającym potwierdzenia swojego talentu i drogi do sławy. Święta Barabara, wyraźnie inspirowana sztuką grecko-rzymską, powstała prawdopodobnie niedługo po powrocie malarza do Hiszpanii w 1771 roku. Z włoskiego okresu zachował się szkicownik Goi, tzw. cuaderno italiano. Znajdujące się w nim rysunki przygotowawcze i osobiste notatki pomogły w atrybucji i datowaniu wielu dzieł malarza. Zeszyt zawiera także szkic Świętej Barbary, a na następnej stronie Goya zanotował datę swojego ślubu z Josefą Bayeu – 15 lipca 1773. Ze względu na tę datę i podobieństwa do innych dzieł z tego okresu przyjmuje się, że obraz powstał ok. 1772–1773 roku. Możliwe, że wizerunek tej świętej był powiązany z nowym etapem w karierze Goi – przeprowadzką z Saragossy do Madrytu i współpracą z Królewską Manufakturą Tapiserii Santa Bárbara.

## Opis obrazu
Kult świętej Barbary, wywodzący się z bliskiego Wschodu, zyskał dużą popularność w Europie. Według podań Barbara żyła na przełomie II i III wieku. Pochodziła z pogańskiej rodziny z Helipolis, była córką miejscowego notabla Disokura. Ojciec zamknął ją w wieży, aby chronić ją przed wpływem chrześcijaństwa. Mimo to Barbara potajemnie przyjęła chrześcijaństwo, a w wieży otworzyła trzecie okno, na znak niezłomnej wiary w Trójcę Świętą. Była prześladowana przez ojca i poddana torturom, gdyż nie chciała wyrzec się wiary. Została skazana na śmierć przez ścięcie głowy, a wyrok wykonał jej ojciec. Dosięgnęła go kara Boska – wracając do domu zginął trafiony piorunem. Św. Barbara była orędowniczką przeciw burzom i piorunom, patronką wojskowych i dobrej śmierci.
Święta Barbara została przedstawiona na ciemnym tle, w dostojny, niemal monumentalny sposób. Piękna, młoda kobieta w wyszukanym stroju kroczy po skalnym wzniesieniu i spogląda w dal. Ma na sobie białą tunikę i obszerny złoty płaszcz. Jego szerokie fałdy okalają kontur lewego ramienia i udrapowane opadają na wyciągniętej prawej ręce dzierżącej monstrancję. Kompozycja zawiera elementy tradycyjnej ikonografii świętej Barbary: koronę i palmę męczeństwa oraz monstrancję z hostią. Możliwe, że przedmiot w lewej ręce to nie palma, ale strusie pióro, które wg niderlandzkiej legendy opisanej w Dicata Origenis de Beata Barbara miała otrzymać od objawionego dzieciątka Jezus jako symbol jej dziewictwa. Według innej legendy bicze, którymi okładano świętą zamieniły się w pióra. Na pióro wskazują również delikatne pociągnięcia pędzlem z białą farbą. W tle, po prawej stronie, Goya przedstawił dramatyczną scenę męczeństwa świętej. Ojciec unosi broń aby zabić Barbarę, a z czerwonawej, burzowej chmury dosięga go uderzenie pioruna. Za nimi widać wieżę z symbolicznymi trzema oknami, w której święta była więziona. Po prawej stronie znajduje się grupa jeźdźców z chorągwią – odniesienia do wojska, zwłaszcza artylerzystów, którego była patronką.
Owalny kształt płótna był rzadko używany przez Goyę. W niektórych miejscach widoczny jest typowy dla jego prac czerwonawy podkład. Widoczna jest inspiracja klasyczną rzeźbą Juno Cesi, którą Goya prawdopodobnie widział we Włoszech, a jej głowę w koronie naszkicował w swoim zeszycie. Podobnie jak w innych dziełach z tego okresu Goya dostosował klasyczny model do rokokowego gustu. Zastosował kompozycję z perspektywą z dołu sotto in su. Linie przekątne biegnące przez sylwetkę świętej od stóp, przez fałdy szat i dłonie aż do głowy, dodatkowo podkreślane światłem, tworzą spójną i wdzięczną kompozycję. Styl przypomina pierwsze kartony de tapiserii, fresk Anioły adorujące Imię Boże z Bazyliki Nuestra Señora del Pilar z 1771–1772 roku oraz klasycystyczne malowidła ścienne z kartuzji Aula Dei wykonane w 1774 roku. Zaobserwowano także stylistyczny związek z obrazem Hannibal zwycięzca po raz pierwszy spoglądający z Alp w kierunku Italii, który Goya przedstawił na konkursie w Parmie w 1770 roku. Szczególnie podobna jest grupa jeźdźców w lewym dolnym rogu obrazu świętej. Zdecydowane pociągnięcia pędzlem zapowiadają styl późniejszych portretów kobiecych.

## Proweniencja
Obraz należał do kolekcji Juana Moliny w 1932 roku, a następnie do kolekcji Torelló w Barcelonie. Został zakupiony przez Muzeum Prado w 2001 roku.